# YOUNG GUITAR
YOUNG GUITAR（ヤング・ギター）は日本の音楽雑誌。
1968年に新興音楽出版社（現シンコー・ミュージック・エンタテイメント）から発行。創刊当時はフォーク雑誌としてスタートしたが、1980年代以降、ヘヴィメタル、プログレッシブ・ロック、フュージョンを中心に技巧派ギタリストを扱う雑誌となった。

## 略歴
- 1969年5月号より創刊。創刊当時はフォーク雑誌だった。1970年代中期に入るとフォークソングだけでなく国内外のハードロックやフュージョンも扱うようになる。
- 1970年代後半に入ると徐々にハードロック色が強くなり、ヴァン・ヘイレンのデビューアルバム『炎の導火線』に衝撃を受けた山本は80年代にはヘヴィメタルが主流になるだろうと予見し、ヘヴィメタルのギタリストを中心にした雑誌作りに舵を取る[1]。1982年にはLOUDNESS、EARTHSHAKERらが出演した「JAPAN HEAVY METAL FESTIVAL」といった国内のヘヴィメタル系アーティストのイベントも主催。YOUNG GUITAR誌が主催したこのフェスティバルは聖飢魔II、ANTHEM、FLATBACKERらが出演した1985年10月10日に日比谷野外音楽堂で行われた「5th JAPAN HEAVY METAL FESTIVAL」まで続いた。
- 1980年代～1990年代後半まで、国内外のギタリストの手形が掲載されていた。
- 1990年代中期からは初代編集長の山本隆士の会社、“ワイ・ジー・ファクトリー”からの発行、発売がシンコー・ミュージックとなっていたが、2000年に入る前に編集長が交代し、発行元および発売元が元のシンコー・ミュージックとなった。
- 1999年1月号（表紙はジョン・サイクス、ザック・ワイルド、ポール・ギルバート）で初めてCDが付録として付き、2002年1月号（表紙はスレイヤーのケリー・キングや元パンテラのダイムバッグ・ダレルら2001年のBEAST FEAST出演アーティスト）で初めてDVDが付録となった。DVDには有名ギタリストの演奏動画が収録されるなどしたことから注目されたが、付録のDVDは2017年1月号で終了し、2017年2月号から2019年1月号まではミュージック・カードによるダウンロード制となっていた。2019年2月号以降はYouTubeの公式アカウント（下記外部リンク参照）による配信となっている。

## 歴代編集長
| 代 | 氏名     | 期間                       |
| -- | -------- | -------------------------- |
| 1  | 山本隆士 | 1969年創刊号 - 1998年9月号 |
| 2  | 烏丸哲也 | 1998年9月号 - 2000年4月号  |
| 3  | 長瀬啓   | 2000年5月号 - 2009年3月号  |
| 4  | 平井毅   | 2009年4月号 - 2011年4月号  |
| 5  | 上田慎也 | 2011年5月号 - 在職中       |

## 連載
- モリジュンの音の細道遊行記（時期不明 - 連載中） - 森田純一
- ウイリアム・ヘイムスのL.A.通信 What's going on（1987年11月号 - 連載中） - ウイリアム・ヘイムス
- NOWでYOUNGなヅッカヅカ☆ギター人生（2013年5月号 ｰ 連載中） - e-ZUKA（GRANRODEO）
- ろってぃーの Road to Guitar Heroine（2015年10月号 - 2018年8月号） - 川村真洋
- ちゃっきーの地獄より愛をこめて（2015年11月号 - 連載中） - SAKI（Mary's Blood、NEMOPHILA）
- ROLLYのロック・ギター異人伝（2016年1月号 - 2023年6月号） - ROLLY
- 素人おっさんギタリスト 脱力★トレーニング！（2017年11月号 - 2022年1月号） - 尾谷幸憲
- IRONBUNNYの速弾きバカ一代（2019年6月号 - 2020年11月号）- Ediee Ironbunny
- DIARY OF A FRENCHMAN：悪魔城 破壊神（2021年2月号 - 2022年7月号） - フレデリク・ルクレール